# Борова Раван
Борова Раван је насељено место у Босни и Херцеговини у општини Горњи Вакуф-Ускопље. Административно припада Федерацији Босне и Херцеговине, односно њеном Средњобосанском кантону. Према попису становништва из 2013. у насељу је било 84 становника, а већинско становништво у насељу били су Бошњаци.

## Становништво
По последњем службеном попису становништва из 2013. године у насељу Борова Раван живело је 84 становника, а село је било етнички хомогено са већинском бошњачком популацијом.
| Националност | 2013. | 1991.        | 1981.        | 1971.        |
| Бошњаци      | —     | 194 (97,98%) | 227 (98,27%) | 159 (98,15%) |
| Хрвати       | —     | 0            | 0            | 2 (1,23%)    |
| Срби         | —     | 0            | 4 (1,73%)    | 0            |
| остали       | —     | 4 (2,02%)    | 0            | 0            |
| Укупно       | 84    | 198          | 231          | 162          |